# Сан Хуан (планински масив)
Вижте пояснителната страница за други значения на Сан Хуан.
Сан Хуан Маунтинс е планински масив, част от Скалистите планини в югозападната част на Колорадо, САЩ.